# ایرینا دمیک
ایرینا دمیک (فرانسوی: Irina Demick‎؛ ۱۶ اکتبر ۱۹۳۶ – ۸ اکتبر ۲۰۰۴) بازیگر اهل فرانسه بود. وی بین سال‌های ۱۹۵۹ تا ۱۹۷۲ میلادی فعالیت می‌کرد.
از فیلم‌هایی که وی در آنها نقش داشته‌است می‌توان به فرشته مقرب، طولانی‌ترین روز، مردان پرابهت در طیاره‌های پرسرعت، ملاقات، دسته سیسیلی‌ها، ضیافت تراژیک، ضیافت تراژیک و گویا، روایتی از تنهایی اشاره کرد.